# قائمة أنواع البريوم
يوجد عدة أنواع من جنس البريوم: 	 
- بريوم أحمر (الاسم العلمي:Bryum rubens)
- بريوم أخضر (الاسم العلمي:Bryum virescens)
- بريوم أرجواني (الاسم العلمي:Bryum purpurascens)
- بريوم أفقي (الاسم العلمي:Bryum horizontale)
- بريوم أنيق (الاسم العلمي:Bryum elegans)
- بريوم بركاني (الاسم العلمي:Bryum vulcanicum)
- بريوم جميل (الاسم العلمي:Bryum pulchrum)
- بريوم جنوبي (الاسم العلمي:Bryum australe)
- بريوم حلزوني (الاسم العلمي:Bryum spirale)
- بريوم خليوي (الاسم العلمي:Bryum cellulare)
- بريوم سناني (الاسم العلمي:Bryum lanceolatum)
- بريوم سوري (الاسم العلمي:Bryum syriacum)
- بريوم صلب (الاسم العلمي:Bryum rigidum)
- بريوم صوفي (الاسم العلمي:Bryum lanatum)
- بريوم فضي (الاسم العلمي:Bryum argenteum)
- بريوم قطبي شمالي (الاسم العلمي:Bryum arcticum)
- بريوم كبير الأوراق (الاسم العلمي:Bryum grandifolium)
- بريوم كشمري (الاسم العلمي:Bryum kashmirense)
- بريوم لابرادوري (الاسم العلمي:Bryum labradorense)
- بريوم متوسط (الاسم العلمي:Bryum intermedium)
- بريوم مخروطي (الاسم العلمي:Bryum conicum)
- بريوم مضغوط (الاسم العلمي:Bryum depressum)
- بريوم منجلي (الاسم العلمي:Bryum falcatum)
- بريوم منفي (الاسم العلمي:Bryum exile)
- بريوم نيبالي (الاسم العلمي:Bryum nepalense)
- بريوم هاواي (الاسم العلمي:Bryum hawaiicum)
- بريوم وردي (الاسم العلمي:Bryum roseum)
- بريوم ياباني (الاسم العلمي:Bryum japonense)
- (الاسم العلمي:Bryum acuminatissimum)
- (الاسم العلمي:Bryum acutifolium)
- (الاسم العلمي:Bryum albidum)
- (الاسم العلمي:Bryum albo-imbricatum)
- (الاسم العلمي:Bryum albolimbatum)
- (الاسم العلمي:Bryum albopulvinatum)
- (الاسم العلمي:Bryum alpinum)
- (الاسم العلمي:Bryum angustatum)
- (الاسم العلمي:Bryum arachnoideum)
- (الاسم العلمي:Bryum archangelicum)
- (الاسم العلمي:Bryum arcuatum)
- (الاسم العلمي:Bryum atrovirens)
- (الاسم العلمي:Bryum aubertii)
- (الاسم العلمي:Bryum auratum)
- (الاسم العلمي:Bryum bessonii)
- (الاسم العلمي:Bryum beyrichianum)
- (الاسم العلمي:Bryum billarderi)
- (الاسم العلمي:Bryum blandum)
- (الاسم العلمي:Bryum blindii)
- (الاسم العلمي:Bryum borgenianum)
- (الاسم العلمي:Bryum bornholmense)
- (الاسم العلمي:Bryum brachymenioides)
- (الاسم العلمي:Bryum breviramulosum)
- (الاسم العلمي:Bryum caespiticium)
- (الاسم العلمي:Bryum calophyllum)
- (الاسم العلمي:Bryum campylothecium)
- (الاسم العلمي:Bryum canaliculatum)
- (الاسم العلمي:Bryum canariense)
- (الاسم العلمي:Bryum caucasicum)
- (الاسم العلمي:Bryum cernuum)
- (الاسم العلمي:Bryum chryseum)
- (الاسم العلمي:Bryum chrysoneuron)
- (الاسم العلمي:Bryum clavatum)
- (الاسم العلمي:Bryum cochlearifolium)
- (الاسم العلمي:Bryum commersonii)
- (الاسم العلمي:Bryum commutatum)
- (الاسم العلمي:Bryum compressidens)
- (الاسم العلمي:Bryum controversum)
- (الاسم العلمي:Bryum coronatum)
- (الاسم العلمي:Bryum courtoisii)
- (الاسم العلمي:Bryum crassinervum)
- (الاسم العلمي:Bryum crassum)
- (الاسم العلمي:Bryum creberrimum)
- (الاسم العلمي:Bryum crispatum)
- (الاسم العلمي:Bryum cryophilum)
- (الاسم العلمي:Bryum culmannii)
- (الاسم العلمي:Bryum curranii)
- (الاسم العلمي:Bryum cyathiphyllum)
- (الاسم العلمي:Bryum cyclophyllum)
- (الاسم العلمي:Bryum densifolium)
- (الاسم العلمي:Bryum dichotomum)
- (الاسم العلمي:Bryum dilatatum)
- (الاسم العلمي:Bryum dimorphum)
- (الاسم العلمي:Bryum dongolense)
- (الاسم العلمي:Bryum donianum)
- (الاسم العلمي:Bryum erythrocaulon)
- (الاسم العلمي:Bryum erythroloma)
- (الاسم العلمي:Bryum erythropus)
- (الاسم العلمي:Bryum eurychelium)
- (الاسم العلمي:Bryum euryphyllum)
- (الاسم العلمي:Bryum evanidinerve)
- (الاسم العلمي:Bryum floresianum)
- (الاسم العلمي:Bryum funkii)
- (الاسم العلمي:Bryum gayanum)
- (الاسم العلمي:Bryum gemmascens)
- (الاسم العلمي:Bryum gemmigerum)
- (الاسم العلمي:Bryum gerlachei)
- (الاسم العلمي:Bryum gilliesii)
- (الاسم العلمي:Bryum glaziovianum)
- (الاسم العلمي:Bryum haematoneurum)
- (الاسم العلمي:Bryum handelii)
- (الاسم العلمي:Bryum harriotii)
- (الاسم العلمي:Bryum heteroneuron)
- (الاسم العلمي:Bryum himalayanopellucidum)
- (الاسم العلمي:Bryum hornschuchianum)
- (الاسم العلمي:Bryum huillense)
- (الاسم العلمي:Bryum humillimum)
- (الاسم العلمي:Bryum hyalinum)
- (الاسم العلمي:Bryum imbricatum)
- (الاسم العلمي:Bryum inclinatum)
- (الاسم العلمي:Bryum indicopolymorphum)
- (الاسم العلمي:Bryum jenisseense)
- (الاسم العلمي:Bryum kikuyuense)
- (الاسم العلمي:Bryum kilimandscharicum)
- (الاسم العلمي:Bryum klinggraeffii)
- (الاسم العلمي:Bryum knowltonii)
- (الاسم العلمي:Bryum krausei)
- (الاسم العلمي:Bryum kunzei)
- (الاسم العلمي:Bryum laevigatum)
- (الاسم العلمي:Bryum latirete)
- (الاسم العلمي:Bryum leptocladon)
- (الاسم العلمي:Bryum leptospeiron)
- (الاسم العلمي:Bryum leptotorquescens)
- (الاسم العلمي:Bryum leucocanthum)
- (الاسم العلمي:Bryum leucotrichum)
- (الاسم العلمي:Bryum limbatum)
- (الاسم العلمي:Bryum lonchophyllum)
- (الاسم العلمي:Bryum longirostre)
- (الاسم العلمي:Bryum macounii)
- (الاسم العلمي:Bryum macrophyllum)
- (الاسم العلمي:Bryum madagassum)